# Сухининский сельский совет (Харьковская область)
Сухининский сельский совет — входит в состав Богодуховского района Харьковской области Украины.
Административный центр сельского совета находится в селе Сухины.

## История
- 1918 — дата образования.

## Населённые пункты совета
- село Сухины
- поселок Гавриши
- село Кияны
- село Павлово
- село Скосогоровка

## Ликвидированные населённые пункты
- село Замниусы
- село Хорунжее